# Liubartas
Liubartas (ukránul, belaruszul és oroszul Любарт / Ljubart, lengyelül Lubart, született 1300 k. - meghalt 1385 k.) a Gediminas litván nagyfejedelem fia, Jaunutis, Algirdas és Kęstutis nagyfejedelmek fivére. A keresztségben a Dmitrij nevet kapta. Élete során a mai Nyugat-Ukrajna területén uralkodott: kb. 1323-tól Luck és az utóbb róla elnevezett Ljubar fejedelme, 1340-1349 között Galícia-Volhínia (azaz a Ruténiai Királyság) utolsó uralkodója, majd 1349-től csak Volhínia nagyfejedelme; közben Zsitomir fejedelme is volt (1363–1374). Székvárosában, Luckban ő építtette fel a róla elnevezett várat.

## Származása, családja
Születésének pontos ideje és helye nem ismert. Apja Gediminas litván nagyfejedelem, de nem tudni, annak melyik feleségétől származott. Liubartas volt a legkisebb Gediminas hét fia közül; ezen kívül hat leánytestvéréről tudni:
- Manvydas, Kernavė fejedelme (kb. 1288–1348)
- Narimantas, Polock fejedelme
- Karijotas, Novogrudok fejedelme
- Jaunutis, Zaszlavje fejedelme és Vilnius ura
- Algirdas, Vicebszk fejedelme
- Kęstutis, Trakai fejedelme
- Mária, feleségül ment Dmitrij tveri fejedelemhez
- Aldona, feleségül ment III. Kázmér lengyel királyhoz
- Erzsébet, feleségül ment Vencel płocki herceghez
- Eufémia, feleségül ment II. Boleszláv György halicsi fejedelemhez
- ismeretlen nevű (Jelena?), feleségül ment Andrej kozelszki fejedelemhez
- Aigusta (Anasztázia), feleségül ment Simeon moszkvai fejedelemhez

## Életútja

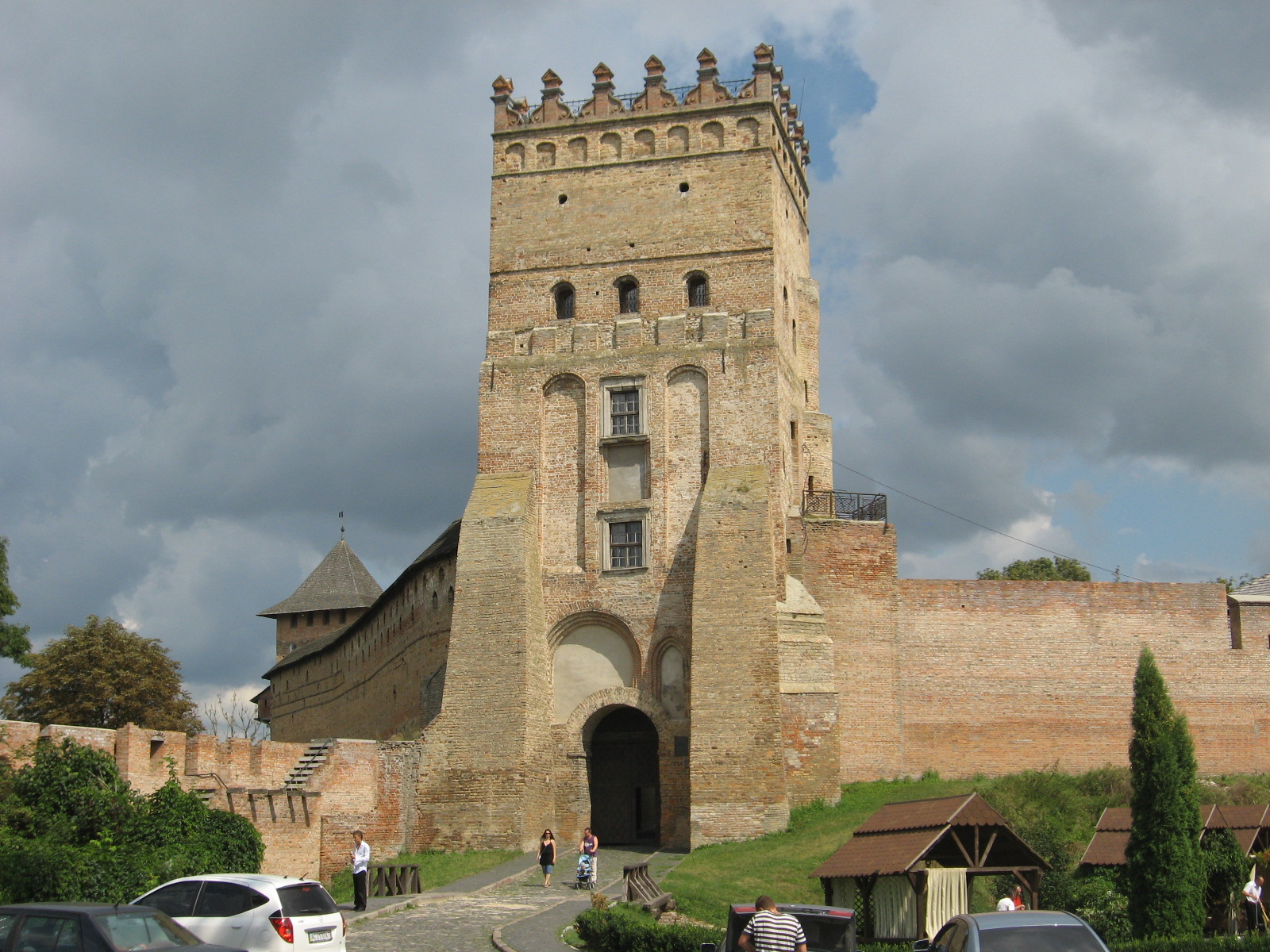
A lucki vár Liubartasról elnevezett kaputornya

Apja házassági politikájának köszönhetően 1320 körül feleségül vette András galícia-volhíniai (ruténiai) király lányát, Eufémiát, amelynek nyomán annak királyságában, a kelet-volhíniai Luckban és Ljubarban kapott birtokokat. András és fivére, a vele társuralkodó II. Leó egyaránt 1323-ban hunyt el. Gediminas ekkor nem Liubartast léptette fel trónigénnyel, mivel azzal háborút kockáztatott volna I. (Kis) Ulászló lengyel királlyal. Ehelyett abban állapodtak meg, hogy Ulászló unokatestvére, a Piast-házi I. Trojden mazóviai herceg egyik fia, II. Boleszláv György lépjen a ruténiai trónra. A 14 esztendős herceget - aki egyébként Gediminas vejének, Vencel płocki hercegnek is unokaöccse volt - eljegyezték a litván nagyfejedelem Eufémia nevű lányával. Liubartas megmaradt Luck és Vlagyimir urának.
1340-ben II. Boleszlávot elégedetlen nemesek megmérgezték, és Liubartasnak ajánlották fel Ruténia trónját. A források szűkössége miatt uralkodásáról nem sokat tudunk, de annyi biztos, hogy 1349-ben III. Kázmér lengyel király kiűzte a nyugati, halicsi területekről, hiába élvezte Algirdas és Kęstutis támogatását. 1351-ben egy csatában fogságba esett, és Kęstutis szabadította ki. A küzdelmekben lengyel hűbéresként Liubartas unokaöccse, Sándor polocki fejedelem (Karijotas fia) is részt vett. 1366-ban Liubartas lemondott Galíciáról és a Vlagyimir központú Nyugat-Volhíniáról Lengyelország javára; utóbbi területet Sándor kapta meg jutalmul. Kázmér 1370-ban bekövetkezett halálakor, kihasználva Sándor távollétét, Liubartas végleg visszafoglalta a volhíniai területeket. 1382-ben, Nagy Lajos magyar és lengyel király halálát követően újabb hódításokat hajtott végre nyugaton, megszerezve Kremenec és Przemyśl városait Galícia területén. Fivére, Algirdas halálát követően Kęstutis és fia, Vytautas trónigényét támogatta unokaöccsükkel, Jogailával (Jagelló) szemben a litván polgárháborúban. 1383/1385 körül halt meg, a lucki trónon Fjodor nevű fia követte, akit 1386-ban a lengyel trónt is megszerző Jagelló fosztott meg birtokaitól.

## Házassága és gyermekei
Első felesége András ruténiai király leánya, Eufémia volt. 1350 körül Simeon moszkvai fejedelem egy rokona, II. Konstantin rosztovi fejedelem Olga-Agafija nevű lányát vette feleségül. Négy gyermeke ismert:
- Fjodor (kb. 1351–1431) - 1386-ban unokatestvére, Jogaila megfosztotta volhíniai birtokaitól, 1393-tól Novgorod-Szeverszkij fejedelmévé tette.
- Lazar (meghalt 1386 után)
- Szemjon (meghalt 1386 után)
- Dmitrij, akit a lengyel arisztokrata Sanguszko család ifjabb ága ősének tekintett (innen a 17. századtól használt, Liubartasra utaló Sanguszko-Lubartowicz név)

## Fordítás
- Ez a szócikk részben vagy egészben  a   Liubartas című angol Wikipédia-szócikk ezen változatának fordításán alapul.  Az eredeti cikk szerkesztőit annak laptörténete sorolja fel. Ez a jelzés csupán a megfogalmazás eredetét és a szerzői jogokat jelzi, nem szolgál a cikkben szereplő információk forrásmegjelöléseként.